# Демьянович, Михаил Павлович
Михаил Павлович Демьянович (1879—1957) — советский учёный в области дерматовенерологии, доктор медицинских наук (1935), профессор (1947). Один из организаторов советской дерматовенерологической службы.

## Биография
Родился 21 января 1879 года[по какому календарю?] в Москве.
С 1899 по 1904 год обучался на медицинском факультете Московского университета. Ещё студентом начал занимался научно-исследовательской работой по гистопатологии кожи в университетском патологоанатомическом институте.
С 1904 по 1908 год работал в Ереванской губернии в качестве сельского врача. С 1908 по 1911 год под руководством профессора А. И. Поспелова в качестве экстерна работает в клинике кожных и венерических болезней Московского университета, одновременно работает врачом-дерматовенерологом в Московской Никитской лечебнице. С 1911 по 1914 годы работает в кожной клинике Московских высших женских курсов в должности ассистента. С 1914 по 1918 год в период Первой мировой войны М. П. Демьянович был направлен в действующую армию где служил военным врачом и ординатором ряда военно-полевых госпиталей и эвакуационных пунктов Северо-Западного фронта и Западного фронтов, с 1917 по 1918 год служил на Западном фронте в качестве фронтового консультанта-венеролога.
С 1918 по 1919 год служил в системе Главного военно-санитарного управления РККА в качестве военного врача для поручений этого управления, одновременно с этим являлся членом Центральной комиссии по борьбе с венерическими болезнями НКЗ РСФСР. С 1919 по 1921 год —заведующий показательной венерологической амбулаторией НКЗ РСФСР и организатор и первый руководитель курсов для подготовки и усовершенствования врачей-венерологов при этой лаборатории. С 1921 по 1934 год работал в организованным им Государственном венерологическом институте в должности заместителя директора по научной части. С 1935 по 1950 год на научно-исследовательской работе в организованном им Государственном институте ветеринарной дерматологии в должностях директора и с 1939 года — заместителя директора по научной работе. С 1950 по 1957 год работал в ЦНИИ кожной венерологии Министерства здравоохранения СССР в должности заместителя директора по научной части.
Был награждён двумя орденами «Знак Почёта» и медалями.
Скончался 5 ноября 1957 года в Москве.

### Научно-педагогическая деятельность
Основная научно-педагогическая деятельность М. П. Демьяновича была связана с вопросами в области дерматовенерологии, организации профилактики венерических болезней, диагностики патогенеза и лечению кожных и венерических болезней. В 1922 году под руководством М. П. Демьяновича был предложен метод ускоренного лечения чесотки, в последующем получивший его имя.
В 1935 году он защитил диссертацию на учёную степень доктор медицинских наук по теме: Сложная нервная деятельность кошек, лишенных коры больших полушарий (неокортекса), в 1947 году ему было присвоено учёное звание профессор. Под руководством М. П. Демьяновича было написано около ста тридцати научных трудов, в том числе семи монографий. Под редакцией М. П. Демьяновича и доцента Н. М. Туранова было составлено руководство для врачей «Венерические болезни» (М.: Медгиз, 1956. — 510 с., 4 л. ил.).